# 新垣里沙
新垣 里沙（にいがき りさ、1988年〈昭和63年〉10月20日 - ）は、日本の女優、YouTuberであり、女性アイドルグループ・モーニング娘。の元メンバー（5期）、7代目リーダー。同時にハロー!プロジェクトの3代目リーダーも務めた。愛称はガキさんなど。イメージカラーは黄緑。
神奈川県横浜市出身。身長155cm。アップフロントエージェンシー（3代目法人、現：アップフロントプロモーション）、ジェイピィールームを経て、現在はフリーランスで活動中。夫はYouTubeチャンネル「カジサックの部屋」カメラマンのヤスタケ。

## 略歴
モーニング娘。の大ファンであったことから、2001年に行われた「モーニング娘。LOVEオーディション21」を受験したところ、高橋愛、紺野あさ美、小川麻琴と共に合格し、12歳でモーニング娘。5期メンバーとなった。

### 縁故加入疑惑とバッシング
オーディションの模様を放送した番組の最中にモーニング娘。が出演していた商品のライバル商品のCMが放送され、そのCMに新垣が出演していたことから、「新垣の加入に手心が加えられたのではないか」という誤解から猛烈なバッシングが起こり、新垣が出演するステージでも野次が飛び、両親とともに活動を辞退することも考えたという。
しかし、スタッフとの話し合いから辞退することを思いとどまり「苦労人」として徐々に人気が上がっていった。

### 加入後
2002年9月、紺野あさ美・柴田あゆみと共に、3代目タンポポに加入。
2006年1月、キックベースボールチームメトロラビッツH.P.に入団。
2007年1月、モーニング娘。の10周年を記念するユニットモーニング娘。誕生10年記念隊に参加。8月にはこのユニットでコンサートツアーも行う。
2007年4月、FM-FUJIの新番組『Hello! Project Night』内で「GAKI・KAME」がスタート。亀井絵里と共にMCを担当する。
2007年6月1日、モーニング娘。のリーダーの藤本美貴の脱退により、当時サブリーダーであった高橋愛が新リーダーに就任。新垣はサブリーダーに任命される。
2007年6月8日、前月10日から産休に入った辻希美の後任として、テレビアニメ『ロビーとケロビー』のアテナ役に決定した。
2007年9月、『ロビーとケロビー』の主題歌用ユニットとして、光井愛佳、中島早貴、岡井千聖と共にアテナ&ロビケロッツを結成。
2011年1月9日、中野サンプラザで行われた『Hello! Project 2011 WINTER 〜歓迎新鮮まつり〜』において、同年秋に開催されるモーニング娘。全国ツアーをもって高橋愛がモーニング娘。から卒業することに伴い、第7代リーダーに就任することが発表された。
2011年10月1日、モーニング娘。のリーダーに就任。
2012年1月2日、中野サンプラザで行われた『Hello! Project 2012 WINTER ハロ☆プロ天国』において、同年春に開催されるモーニング娘。全国ツアーをもって、モーニング娘。とハロー!プロジェクトを卒業することを発表。
2012年5月18日、光井愛佳と共にモーニング娘。を卒業。また、新垣はハロー!プロジェクトも卒業。これにより、モーニング娘。及びハロー!プロジェクトから昭和生まれのメンバーは名実共に姿を消すこととなった。在籍期間は10年8か月と22日（在籍日数3918日）であり、卒業時点では同グループ最長であった。現在は2025年7月8日に卒業した生田衣梨奈がモーニング娘。の歴代在籍期間が最長となっている。
2012年5月21日、6月からのM-line club加入が発表された。
2012年10月1日、所属事務所をジェイピィールームへ移籍。
2012年11月20日、「かながわ観光親善大使」に就任。
2020年8月1日、同年7月31日をもって所属事務所であるジェイピィールームとの専属マネージメント契約を終了したことを発表。
2020年8月2日、YouTubeチャンネルを開設。
2022年9月9日、歌手活動を再開させることを発表。同月16日に1stデジタルアルバム「NIIGAKI RISA1」をリリース。

## 私生活
- 2016年7月11日、舞台『絶対彼氏。』で共演した俳優の小谷嘉一と結婚[15]。
- 2018年1月5日、小谷と離婚[16]。
- 2022年6月30日、YouTubeカジサックチャンネルにおいて、カジサックチャンネルのカメラマンを務めているヤスタケとの結婚を報告[4]。

## 人物
- 本人曰く「自分はせっかち」[17]。

- 視力は2.0で、「コンサートの時は後ろの席や2階・3階席までよく見えます」という[18]。モーニング娘時代は視力は良好であったが、視力が悪くなり、同期の高橋愛に驚かれる[19]。
- 2004年まで「好きな顔のパーツはトレードマークのまゆげ（濃く、太い）」と言い「まゆげビーム」というネタを持っていた[20]。
- デビュー当時は事務所から言われてツインテールにしていた。その当時はわからなかったが、今となっては眉毛ビームなどのキャラづくりに役立ったと感謝している。
- 2012年6月には髪を切りショートカットにした[21]。
- デビュー当初は「お豆（ちゃん）」（両目の間隔が狭い特徴的な顔立ちから矢口真里が命名[20]）・「ニィニィ」[22]と呼ばれることが多かったが、『めちゃ2イケてるッ!』のSP企画番組「私立岡村女子高等学校。シリーズ」内の抜き打ちテストでナインティナインの岡村隆史・よゐこの濱口優に指名される際に「ガキさん」と呼ばれたことがきっかけで、メンバーやファンからも「ガキさん」と呼ばれるようになり、現在では愛称として定着している。
- 趣味はエレクトーン[23]・韓国語[24]・ネイルアート[24]や小物へのデコレーション[25]。韓国語は特技にもなっており、2007年10月に高橋愛・久住小春と共にキャンペーンのため韓国を訪れた際には現地で韓国語を披露していた[26]。
- もんじゃ焼きの焼き方として土手を作らない独自のこだわり（新垣家風もんじゃ）を持っている[27]。
- 地元横浜の観光地のうち好きな場所は赤レンガ倉庫[28]。
- 大のディズニー好き[29]。
- 桜新町の長谷川町子美術館に足を運ぶほどのサザエさん好きでもあり、一番好きなキャラクターはタラちゃん[30]。
- 映画『マイケル・ジャクソン THIS IS IT』を家族と2回観に行き、それ以来マイケル・ジャクソンにはまり、家でマイケル・ジャクソンのCDやDVDをかけてムーンウォークなどの振り付けをマネして踊っている[31]。
- 4つ下の妹がいる[32]。父方祖父母は沖縄県出身で[33]、祖母のことを「ババちゃん」と呼んでいる[34]。
- 同い年の後輩である亀井絵里と仲がいい[35]。
- 憧れの歴代モーニング娘。メンバーは安倍なつみ[36]。
- 2006年12月に発売したモーニング娘。のミニアルバム『7.5冬冬モーニング娘。ミニ!』内のキャラクターとして架空のラジオ番組『深夜のミッドナイトラブレター』のDJである「MC GAKI」（マスターオブセレモニーのジーエーケーアイ）を演じた。「歌ドキッ! 〜ポップクラシックス〜」でのWeekly DJにMC GAKIとして登場している。

## 作品

### アルバム
- NIIGAKI RISA1（2022年9月16日、配信限定）

### カバーアルバム
- ハロカバ 新垣里沙（2012年9月5日、UP-FRONT WORKS、配信限定）

### コラボレーションアルバム
- 二十歳のモーニング娘。（2018年2月7日、zetima）
  - 2. WE ARE LEADERS! ～リーダーってのもつらいもの～ / モーニング娘。リーダーズ

### 映像作品
- アロハロ! 新垣里沙 DVD（2007年6月13日、zetima）
- アロハロ!2 新垣里沙 DVD（2009年1月21日、zetima）
- アロハロ!3 新垣里沙 DVD（2010年7月14日、zetima）
- as it is（2012年5月16日、zetima）[37]

## 出演

### 舞台・ミュージカル

#### 2002年 - 2011年
- モーニング・タウン（2002年5月24日 - 6月24日、青山劇場）
- 江戸っ娘。忠臣蔵（2003年5月31日 - 6月29日、明治座）
- HELP!!熱っちぃ地球を冷ますんだっ。（2004年5月29日 - 6月13日、中野サンプラザ）
- リボンの騎士 ザ・ミュージカル（2006年8月1日 - 27日、新宿コマ劇場） - 淑女 / 騎士ヌーヴォー 役
- シンデレラ the ミュージカル（2008年8月6日 - 25日、新宿コマ劇場） - 王子 役
- BS-TBS開局10周年企画「ファッショナブル」（2010年6月11日 - 20日、ル・テアトル銀座 / 6月25日 - 27日、シアターBRAVA!） - 村田美優 役
- 即興劇「高橋さん家と新垣さん家」（2010年10月25日 - 29日、青山円形劇場） [38][39]
- リアルエチュード みんなの家（2011年3月3日、青山円形劇場） [40]
- リボーン〜命のオーディション〜（2011年10月8日 - 17日、全労済ホールスペース・ゼロ） - ジャンヌ・ダルク 役
- 真田十勇士 〜ボクらが守りたかったもの〜[41]（2011年12月2日 - 11日、天王洲 銀河劇場） - 雪乃 役

#### 2012年
- みのり[42]（2012年6月29日 - 7月10日、シアターグリーン） - 主演・笠原みのり 役
- 朗読劇 私の頭の中の消しゴム 大阪公演 - 薫 役（2012年7月14日、梅田芸術劇場 シアター・ドラマシティ）
- タンブリング vol.3（2012年8月8日 - 9月23日、東京国際フォーラム ホールC / シアターBRAVA! / 赤坂ACTシアター） - 北嶋薫 役
- ディートリッヒ[43]（2012年10月29日 - 11月4日、青山劇場 / 11月16日 - 18日、森ノ宮ピロティホール） - マリア役
- 青春音楽活劇「詭弁・走れメロス」 - 須磨さん 役（2012年12月27日 - 2013年2月2日、神奈川芸術劇場・大スタジオ / 博品館劇場 / サンケイホールブリーゼ）[44]

#### 2013年
- 絶対彼氏。（2013年3月16日 - 20日、シアター1010）[45] - 主演・リイコ 役
- 舞台版「殺人鬼フジコの衝動」 - 主演・森沢フジコ 役（2013年4月17日 - 21日、俳優座劇場）[46]
- 秦組 vol.5『タクラマカン』（2013年5月31日 - 6月10日、あうるすぽっと / 6月11日、サンケイホールブリーゼ） - ヤン役[47]
- 朗読劇 私の頭の中の消しゴム 5th letter - 薫 役（2013年6月13日 - 14日、天王洲 銀河劇場）
- 30-DELUX『デスティニー』（2013年10月19日 - 11月17日、赤坂ACTシアター / キャナルシティ劇場 / サンケイホールブリーゼ / 名鉄ホール） - アイシャ 役[48]
- 私立ハスハス女学院!!（2013年12月20日 - 23日、ブディストホール）[49]

#### 2014年
- 七変化音楽劇「有頂天家族」（2014年1月16日 - 26日、本多劇場 / 2月8日、京都劇場）[50]
- あんた十手もった？（2014年3月6日 - 18日、三越劇場）[51]
- BACK STAGE（2014年5月30日 - 6月15日、北上市文化交流センター さくらホール / 北國新聞赤羽ホール / シアターBRAVA! / シアタークリエ）[52]
- キャットミント隊第五回公演「The Kaidan アルプス一万尺 Final」（2014年7月30日 - 8月3日、シアターサンモール）[53]
- SONG OF SOULS-慶長幻魔戦記-（2014年11月7日 - 16日、神奈川芸術劇場・ホール / 11月23日 - 24日、梅田芸術劇場 シアター・ドラマシティ）[54]
- 秦組 vol.6『くるくると死と嫉妬』（2014年12月3日 - 11日、あうるすぽっと）[55]

#### 2015年
- 瀧廉太郎の友人、と知人とその他の諸々（2015年1月28日 - 2月1日、草月ホール）[56]
- 舞台版「殺人鬼フジコの衝動」 - 主演・森沢フジコ 役 （2015年4月15日 - 19日、全労済ホールスペース・ゼロ）[57]
- キャットミント隊第七回公演「ほしのこえ」（2015年4月26日、CBGKシブゲキ!!）[58] - 主演・長峰美加子 役（特別出演・トリプルキャスト）
- 30-DELUX『新版・義経千本桜』（2015年7月16日 - 31日、サンシャイン劇場 / 北文化小劇場 / 福岡市民会館 / サンケイホールブリーゼ）[59]
- キャットミント隊第九回公演「リジー・ボーデン事件」（2015年8月25日 - 29日、シアター1010 ミニシアター）[60]
- 幻の城 〜戦国の美しき狂気〜（2015年10月9日 - 18日、EXシアター六本木） - おのえ・豪姫 役[61]
- 蘇州夜曲 (2015年11月20日 - 29日、紀伊國屋サザンシアター）[62][63]

#### 2016年
- 星屑の会「星屑の町〜完結篇」（2016年2月5日 - 14日、本多劇場 / 2月27日 - 28日、兵庫県立芸術文化センター阪急中ホール）[64]
- 暁のヨナ（2016年3月16日 - 21日、EXシアター六本木） - ヨナ 役[65][66]
- チェリーボーイズ（2016年4月13日 - 17日、博品館劇場）[67]
- 舞台「Sin of Sleeping Snow」（2016年6月9日 - 12日、Zeppブルーシアター六本木）[68]
- 青春音楽活劇「詭弁・走れメロス」 - 須磨さん 役（2016年4月29日 - 5月8日、シアターサンモール）[69]
- 舞台「天球儀 THE SPHERE」（2016年8月12日 - 21日、紀伊國屋ホール）[70]
- And so this is Xmas（2016年9月24日 - 10月23日、シアターグリーンBOX in BOX THEATER）[71]
- 月の子供 the Musical（2016年9月25日 - 10月22日、シアターグリーンBOX in BOX THEATER）- And so this is Xmas と回替わりで上演
- 舞台「星空ロック」（2016年11月12日 - 20日、ザムザ阿佐ヶ谷）- ヒロイン リサ役[72]
- 舞台「剣豪将軍義輝」(前編)（2016年12月8日 - 14日、EXシアター六本木）[73]

#### 2017年
- 劇団CATMINT 第12回公演「ほとけのいろは」（2017年1月11日 - 15日、CBGKシブゲキ!!）[74]
- M&O playsプロデュース「皆、シンデレラがやりたい。」（2017年2月16日 - 26日、本多劇場）[75]
- 30-DELUX SQUARE ENIX Special Theater「ロマンシング サガ THE STAGE 〜ロアーヌが燃える日〜」（2017年4月15日 - 5月7日、サンシャイン劇場 / サンケイホールブリーゼ / 愛知県芸術劇場 / 久留米シティプラザ）[76]
- 水木英昭プロデュース「眠れぬ夜のホンキートンクブルース第三章〜覚醒〜」（2017年6月2日 - 11日 紀伊國屋サザンシアター / 6月13日 - 14日、ABCホール）[77]
- りさ子のガチ恋♡俳優沼（2017年8月5日 - 13日 新宿シアターモリエール）[78]
- キ上の空論「青の凶器、青の暴力、手と手。この先、」（2017年8月31日 - 9月3日 東京芸術劇場シアターウエスト ）[79]
- 天国の脚本家 冴嶋コーキ 〜袖振り合うも多生の宴〜（2017年10月18日 - 22日、博品館劇場）[80]
- 桃山ビート・トライブ - もっと歴史を深く知りたくなるシリーズ第5弾舞台（2017年11月23日 - 12月3日 、EXシアター六本木）[81]
- 敦×杏子プロデュース URASUJI2017「ちんもく」（2017年12月16日 - 28日、下北沢ザ・スズナリ）[82]

#### 2018年
- 空間交合〈アサンブラージュ〉リジッター企画公演「第十四攻撃 そこのこと」（2018年1月17日 - 21日、CBGKシブゲキ!!）[83]
- SHOW HOUSE 「GEM CLUB Ⅱ」（2018年3月24日 - 4月18日 、シアター1010 / シアタークリエ / サンケイホールブリーゼ / 日本特殊陶業市民会館ビレッジホール）[84]
- 東プロダクション プロデュース舞台第2弾 舞台「みんな仲良く」（2018年6月29日 - 7月1日、彩の国さいたま芸術劇場小ホール）[85]
- 鈴木砂羽プロデュースユニット 港.ロッ区.vol.1 アカペラ歌劇「ロックの女」（2018年8月31日 - 9月9日、赤坂RED THEATER）[86]
- キ上の空論#9「みどり色の水泡にキス」（2018年10月17日 - 24日、池袋あうるすぽっと）[87]
- ONEOR8公演「ゼブラ」（2018年12月1日 - 12月23日、水戸芸術館 / 東京芸術劇場シアターイースト / 北海道内各地 / 宮古市文化会館 / 一心寺シアター倶楽）[88]

#### 2019年
- 秦組Vol.11「月の谷 赤い石」（2019年2月6日 - 17日、日暮里d倉庫）[89]
- りさ子のガチ恋♡俳優沼（2019年4月19日 - 29日、新宿シアターモリエール）[90]
- 噓と勘違いのあいだで（2019年7月17日 - 28日、六本木トリコロールシアター）
- 時速246億「お静かにどうぞ」 （2019年8月22日 - 9月1日、シアターサンモール）
- キ上の空論#11「紺屋の明後日」（2019年9月20日 - 29日、池袋あうるすぽっと）
- 蘇州夜曲（2019年11月17日 - 24日、紀伊國屋ホール）

#### 2020年
- オフィス上の空プロデュース「共骨」（2020年3月7日 - 15日、彩の国さいたま芸術劇場小ホール）

#### 2021年
- 梅棒 11th STAGE「ラヴ・ミー・ドゥー!!」（2021年2月 - 3月、サンシャイン劇場、ウィンクあいち、COOL JAPAN PARK OSAKA TTホール）[91]
- SHY BOYプロデュース「ラン・フォー・ユア・ワイフ」（2021年4月、オルタナティブシアター、ウインクあいち、サンケイホールブリーゼ）[92]

### テレビドラマ
- はいからさんが通る（2002年1月2日、TBS系） - すみれ 役
- MUSIX! Angel Hearts（2002年04月23日 - 2003年3月18日、テレビ東京系・BSジャパン他） - 矢部 里沙 役
- おれがあいつであいつがおれで（2002年12月28日、TBS系） - 川原 敬子 役
- 日本テレビ開局55年記念番組「ヒットメーカー 阿久悠物語」（2008年8月1日、日本テレビ系） - ケイ（増田恵子）役
- 半分エスパー 第3話（2010年1月29日、フジテレビTWO） - スペシャルゲスト スーパーバスガイド・新垣 役
- 数学♥女子学園（2012年1月11日 - 3月28日、日本テレビ系） - 鳥海渚 役
- 大!天才てれびくん ドラまちがい 13番ロッジの金曜日 （2013年05月07日 - 05月28日、NHKEテレ） - 高田 結衣 役
- オトナヘノベル 10代ドラマ「家庭教師コウの事件簿I 彼氏がマザコン！？」（2015年10月01日、NHKEテレ） - 琴美 役[93]
- MROテレビ開局70年記念番組「鈍色ショコラヴィレ」（2021年2月14日、15日 TBS系） - 雨宮カカオ 役

### テレビアニメ
- ロビーとケロビー 16話 - 最終話（2007年7月15日 - 2008年3月30日、テレビ大阪・テレビ東京系） - アテナ 役 [94]
- JEWELINCLE じゅえりんくる〜12の妖精とふしぎな宝石箱〜（2014年1月4日 - 2014年3月29日、テレビ神奈川） - ナレーション担当[95]
- ポンポン ポロロ（2015年9月29日 - 、ディズニージュニア） - ニャオ 役[96]

### テレビ番組
- ハロー!モーニング。（2001年10月28日 - 2007年4月1日、テレビ東京） - モーニング娘。5期メンバーとしてテレビ初出演。
- ティンティンTOWN!（2002年7月5日 - 2004年3月26日、日本テレビ） - ファッションモデルや、おしゃれラボの主任研究助手のリサ役
- それゆけ!ゴロッキーズ（2003年9月29日 - 12月26日、テレビ東京）
- 二人ゴト（2004年7月1日・2日・23日 - 29日、テレビ東京）
- 魔女っ娘。梨華ちゃんのマジカル美勇伝（2004年10月21日 - 11月10日、テレビ東京）
- 娘DOKYU!（2005年6月13日 - 30日、テレビ東京）
- 歌ドキッ! 〜ポップクラシックス〜（2006年10月2日 - 2008年3月28日）
- ハロモニ@（2007年4月8日 - 2008年9月28日、テレビ東京）
- よろセン!（2008年10月6日 - 2009年3月27日、テレビ東京）
- 美女放談（2009年4月3日 - 2010年3月26日、テレビ東京）
- 美女学（2010年5月13日 - 2011年4月14日、テレビ東京）
- ハロプロ!TIME（2011年4月21日 - 2012年5月31日、テレビ東京）
- コラボTV・モー娘。うたすきっ!!（2011年5月6日、BS-TBS）
高橋愛、田中れいな、光井愛佳と共に出演。
- コラボTV・モーニング娘。みんなの3D（2011年7月8日、BS-TBS）
道重さゆみと共に出演。
- 夏休みのオススメ キッズの大冒険（2012年6月24日、テレビ東京）[97]
子供たちの体験旅行企画。高橋愛と沖縄を担当。番組進行として紺野あさ美アナウンサーも出演。
- tvk開局40周年記念 40時間特別番組「あすの地球と子どもたち〜PRAY FOR HAPPINESS」（2012年9月8日 - 9月9日、テレビ神奈川（tvk））
40周年フォトモザイク企画のナビゲーターとして出演。
- 新垣里沙＆カナガワニ『はっぴ〜噛むCOME!』(2013年1月1日、テレビ神奈川)
正月特番に出演。前年の特番で巡った大涌谷や鎌倉、海老名、横浜などの名所を振り返る[98]。
- カナガワニエン (2013年7月8日 - 15日、テレビ神奈川)[99]
エイベックスのアイドルグループCheeky Paradeと共演[100]。
- クチコミ新発見!旅ぷら (2013年3月10日、読売テレビ)
舞台にて親子役で共演した秋本奈緒美と鹿児島県霧島を訪れる[101]。
- 今夜くらべてみました (2015年1月27日、日本テレビ)[102]
高嶋ちさ子、高橋みゆきとともに「せっかちな女」としてエピソードを披露。
- 紺野、今から踊るってよ (2015年5月22日、テレビ東京)[103][104]
最終オーディション会場となったテレビ東京スタジオにて、高橋愛・紺野あさ美とともにダンスを披露。
- テレ東音楽祭 (2015年6月24日、テレビ東京)[105]
モーニング娘。OGとして出演。
- The Girls Live (2015年9月4日、テレビ東京)[106]
アンジュルム「乙女の逆襲」のライブ衣装をプロデュース。
- エンゲキ予報テレビ（2016年2月、東京ケーブルネットワーク）
舞台「暁のヨナ」制作発表会見ほか[107]
- 踊る!さんま御殿!! (2016年10月4日、日本テレビ)[108]
初めて夫とのテレビ番組出演。[109]
- ダウンタウンDX (2017年1月12日、読売テレビ)[110]
「1日100通以上のメールのやり取りをしている」などのエピソードを披露した。
- モーニング娘。20周年記念スペシャル (2018年2月12日、テレビ東京)[111]
- The Girls Live (2018年5月7日・14日、テレビ東京)[112][113]
- 演劇人は、夜な夜な、下北の街で呑み明かす… (2018年7月17日・24日、BSスカパー!)[114]
- チャント!（CBCテレビ、2019年4月1日 -9月25日 ） - リポーター

### 映画
- ほんとうにあった怖い話3D「シセン」（2010年10月16日、パル企画） - 主演[115]
- とびだせ新選組!（2013年11月30日）[116][117] - 主演・綾野森典子 役
- デイズ 私がアイツになった時…（2013年6月14日公開、 MIRAI PICTURES JAPAN） - 主演・佐伯小夜 役[118]
- ブラック・フィルム （2015年1月24日公開） - 主演・中沢沙織 役[119]
- 銃（2018年11月17日公開、監督・武正晴）- 隣の母 役[120]

### 単独ライブ
- 新垣里沙 First Summer Casual Dinner Show（2013年7月15日、La Donna [121]）
- 新垣里沙 Spring Live 2014 〜ガキさんは、LIVE番長!〜（2014年2月1日、渋谷 duo Music Exchange）[122]
- 新垣里沙 Spring Live 2014 〜ガキさんは、LIVE番長!大阪、きちゃった!!〜（2014年3月22日、FANJtwice）[123]
- 新垣里沙 Live 〜ポップコーンとうずら〜（2014年9月6日、新宿BLAZE / 2014年9月23日、ell.FITSALL / 2014年9月28日、umedaAKASO）[124]
- 新垣里沙 カジュアルディナーショー 〜the cover songs show〜 （2015年2月7日、フラミンゴ・ジ・アルーシャ [125]/ 2015年2月22日、La Donna [126]）[127]
- 新垣里沙 Live 〜ポップコーンとウルテ〜（2015年5月24日、横浜ベイホール / 2015年6月6日、OSAKA MUSE / 2015年6月14日、新宿BLAZE）[128]
- 新垣里沙 カジュアルディナーショー 〜Xmas Present〜（2015年12月6日、La Donna / 2015年12月20日、フラミンゴ・ジ・アルーシャ [129]）[130]
- 新垣里沙 Live 〜ポップコーンと納豆〜（2016年7月10日、梅田シャングリラ / 2016年7月17日、渋谷duo MUSIC EXCHANGE）[131]
- 新垣里沙 カジュアルディナーショー 〜Risa songsong〜（2017年3月18日-19日、La Donna）[132]
- 新垣里沙 Live 〜ポップコーンとビール〜（2017年7月9日、渋谷duo MUSIC EXCHANGE）[133]
- 新垣里沙 Solo Live（2018年2月19日、COTTON CLUB）[134]
- 新垣里沙 Live 〜ポップコーンとちょびたん〜（2018年7月15日、新宿ReNY）[135]

### ライブイベント
- アイドル甲子園 横浜BLITZ球場 2DAYS （2013年8月13日、横浜BLITZ）[136]
モーニング娘。卒業後、1年3ヶ月ぶりのライブ出演。小川麻琴、久住小春とともにトリを飾る[137]。
- Hello! Project COUNTDOWN PARTY 2013 〜GOOD BYE & HELLO!〜（2013年12月31日、中野サンプラザ）[138]
- モーニング娘。OG LIVE〜ゴージャス・クリスマス〜（2014年12月13日、BIG CAT / 2014年12月23日、新宿BLAZE）
- モーニング娘。OG コンサート2015（2015年2月15日、すばるホール）
- 六魂Fes!（2015年5月31日、秋田県立体育館）[139]
- 氣志團万博2015（2015年9月19日、袖ヶ浦海浜公園）[140][141]
- 愛踊祭〜あいどるまつり〜（2015年9月22日、東京ドームシティホール）
全国のアイドルによるアニメソングカバーコンテストの審査員を務める[142]。
- Hello! Project COUNTDOWN PARTY 2015 第2部（2015年12月31日、中野サンプラザ）[143]
高橋愛、光井愛佳と共演、モーニング娘。在籍時代の楽曲を披露した[144]。
- Hello! Project 20th Anniversary!! Hello! Project COUNTDOWN PARTY 2017 〜GOOD BYE & HELLO!〜（2017年12月31日-2018年1月1日、中野サンプラザ）[145]
- 高橋愛・新垣里沙FCイベント 愛ガキDISCO 2018 〜たいむすりっぷ〜（2018年5月4日、山野ホール）[146][147]
- 昭和歌謡ライブ「ふたりのヒットショー」（2018年6月12日、名古屋ブルーノート）[148]
- Hello! Project 20th Anniversary!! Hello! Project 2018 SUMMER 〜ALL FOR ONE〜/〜ONE FOR ALL〜（2018年7月28日・29日、福岡国際会議場 メインホール、計2公演） - ゲスト出演[149]
- Hello! Project 20th Anniversary!! Hello! Project 2019 WINTER 〜YOU & I〜/〜NEW AGE〜（2019年1月3日、中野サンプラザ、昼夜2公演） - ゲスト出演[150]
- Hello! Project 20th Anniversary!! Hello! Project ひなフェス 2019（2019年3月30日、幕張メッセ国際展示場1ホール） - ゲスト出演[151]
- 愛ガキLIVE 2024～This is who we're now～（2024年2月18日、COTTON CLUB）
- カジサック6周年記念祭りinパシフィコ横浜～カジサックファミリー・りおちゃん・ツネ家全員集合（2024年10月6日、神奈川県、パシフィコ横浜国立大ホール）
- 愛ガキ LIVE2025「I'll be an idol〜アイドルやりますか!〜」（2025年7月20日、I'M A SHOW）

### ミュージックビデオ出演
- 神聖かまってちゃん「 フロントメモリーfeat.川本真琴」（2014年）[152]
- BiSH「JAM」(2018年)[153]

### ラジオ番組
- GAKI・KAME（2007年4月8日 - 2008年9月27日、FM-FUJI）
- アラフォー〜あの日聴こえてきた音楽は…今も輝いている〜（2009年2月28日[154]、2009年12月27日[155]、2010年8月14日[156]、NHK-FM）パーソナリティ
ミュージシャンをゲストに迎え、ラジオDJと共に5時間以上におよぶ生放送番組のMCを務めた。
- FIVE STARS（2009年4月6日 - 2010年12月27日、InterFM）
- Risa's NightHouse（2011年10月 - 2012年3月、InterFM）[157]
- 戦後70年特別番組「移りゆく時間（とき）の中で 〜横浜・本牧に残る大空襲の記憶〜」（2015年8月10日、ラジオ日本）[158]
ナレーション担当。自身の出身地横浜において、壊滅的な被害を受けた横浜大空襲をたどる[159]。

### インターネット配信番組
- ユーストリー娘。（2011年4月13日 - 7月20日、Ustream）
- 週刊!NIPPONちびっこランド - はる - （2012年4月23日 - 、見参楽）[160]
日本の文化や伝統の心を子供たちに伝える番組。「今月のうた」4月度を担当[161]。
- 南波一海のアイドル三十六房（2014年7月12日、タワーレコード配信）[162]
ハロー!プロジェクトコンピレーションアルバム発売を記念した5時間にわたる特別番組。ハロプロOG代表として出演[163]。
- 夢眠ねむと根本宗子のねむねも（2016年11月8日、LoGirl配信）[164]

### キャンペーン
- かながわ観光親善大使 (2012年11月20日 - )[165]

## 書籍

### ソロ写真集
1. 新垣里沙（2004年10月7日、第2期モーニング娘。ソロ写真集シリーズ、ワニブックス、撮影：塚田和徳） ISBN 4-8470-2827-9
2. あま夏（2006年6月25日、ワニブックス、撮影：塚田和徳） ISBN 4-8470-2941-0
3. 一瞬（2007年5月27日、ワニブックス、撮影：西田幸樹） ISBN 4-8470-4013-9
4. Happy・girl（2008年4月25日、ワニブックス、撮影：根本好伸） ISBN 4-8470-4080-5
5. アロハロ! 新垣里沙写真集 -MAHALO-（2010年7月14日、角川書店、撮影：石川信介） ISBN 978-4048950909
6. ASCENSION（2012年4月27日、ワニブックス、撮影：唐木貴央） ISBN 978-4847044557

### その他の写真集
- モーニング娘。5期メンバー写真集「5」（2002年8月16日、ワニブックス） ISBN 4-8470-2721-3

## 参加ユニット
- モーニング娘。（2001年加入 - 2012年卒業）
  - モーニング娘。さくら組（2003年 - 2004年）
  - モーニング娘。誕生10年記念隊（2007年）
- 通常ユニット
  - タンポポ（2002年）
- スペシャルユニット
  - リボーンイレブン（2011年）
- 企画ユニット
  - ポッキーガールズ（2002年）
  - アテナ&ロビケロッツ（2007年 - 2008年）
- シャッフルユニット
  - ハッピー♥7（2002年）
  - 7AIR（2003年）
  - H.P.オールスターズ（2004年）
  - ZYX-α（2009年 - 2012年）
  - ハロー!プロジェクト モベキマス（2011年）

その他
- メトロラビッツH.P.